# Adenanthera
Genre
Classification APG III (2009)
Adenanthera est un genre de plantes à fleurs de la famille des Fabaceae. Les espèces sont trouvées à Madagascar et en Asie tropicale.

## Liste d'espèces
Selon ITIS:
- Adenanthera pavonina L.